# 小行星6970
小行星6970（英語：6970 Saigusa）是一颗围绕太阳公转的小行星。1992年1月10日，大友哲在藤枝市发现了此天体。
这颗小行星的绝对星等为342.82594等。